# Kenjiro
KENJIRO（けんじろう 1967年7月13日 - ）は、大阪府八尾市出身の日本のシンガーソングライター。本名は、馬場 健二郎。

## 略歴
1994年4月26日、テレビ朝日系月曜ドラマイン「クニさんちの魔女たち」主題歌「Happy Birthday」でアポロンよりデビュー。
- セイシュンの食卓
- コーセーCFソング「やばい」
- 郵政省ゆうパックイメージソング、お家を探そう！テーマソング
- 快楽通信エンディングテーマ
- スキージャム勝山CMソング
- むしまるQゴールド 大集合!〜大脱皮のテーマ〜（2004年4月21日、日本コロムビア） - Disc:1に収録されている『燃えよ!クチバシ〜カモノハシへの道〜』。原曲はビリー・ジョエルの『The Stranger』

等のヒット曲を持つ。

## ディスコグラフィ

### シングル
- Happy Birthday（1994年4月26日）
- Electric Boy（1994年8月15日）
- や・ば・い（1995年1月23日）
- 風に誘われて（1995年7月24日）
- Let's Enjoy（1996年5月21日）

### アルバム
- Through The Glasses（1994年7月4日）
- MIND（1995年3月21日）
- K's park（1996年5月21日）
- Triangle Snow in Christmas（1996年5月21日）
- Bon Voyage（2004年3月5日）
- K's Anthology（2004年12月24日）
- JOINT（2010年11月01日）